# 貝爾納普縣
貝爾納普縣（英語：Belknap County）是美国新罕布什尔州中部的一個縣，面積1,214平方公里。根據2020年美國人口普查，共有人口63,705人。縣治拉科尼亞（Laconia）。該縣成立於1840年12月20日，縣名紀念傳教士、歷史學家傑瑞米·貝爾納普。